# Diócesis de Roscrea
La diócesis de Roscrea o de Ros Cré (en latín: Dioecesis Rosgrensis, en inglés: Diocese of Roscrea y en irlandés: Deoise Ros Cré) fue una circunscripción eclesiástica de la Iglesia católica en Irlanda. Se trataba de una diócesis latina, sufragánea de la arquidiócesis de Cashel. Fue suprimida en 1195 y restaurada como diócesis titular en 1969 como diócesis de Roscrea o Ros Cré. Desde el 18 de junio de 2013 su obispo titular es Johannes Wübbe.

## Territorio y organización
La diócesis extendía su jurisdicción sobre los fieles católicos de rito latino residentes en parte del condado de Tipperary.
La sede de la diócesis se encontraba en la localidad de Roscrea, en donde se hallan las ruinas de la de Catedral de San Cronan, que en 1812 fue demolida con la excepción del hastial oeste y sus piedras utilizadas para la construcción de la actual iglesia parroquial de San Cronan de la Iglesia de Irlanda en el mismo sitio.

## Historia
El primer obispo-abad de Roscrea fue san Cronan, mencionado circa 610. El monasterio de Roscrea contaba con una famosa escuela monástica.
No figura entre las diócesis establecidas por el Sínodo de Ráth Breasail en 1111.
El Sínodo de Kells en marzo de 1152 reconoció la diócesis de Roscrea como sufragánea de la arquidiócesis de Cashel, pero en 1195 la diócesis se incorporó a la diócesis de Killaloe.

### Diócesis titular
Desde 1969 Roscrea figura entre las sedes episcopales titulares de la Iglesia católica como diócesis de Roscrea o Ros Cré. Desde el 18 de junio de 2013 su obispo titular es Johannes Wübbe, obispo auxiliar de la diócesis de Osnabrück.

## Episcopologio
- San Cronan † (mencionado en 610 circa)
- Ísác O Cuanáin † (1161 falleció)[2]
- Ua Cerbaill † (1168 falleció)[2]

### Obispos titulares
- Dominic Joseph Conway † (16 de octubre de 1970-12 de marzo de 1971 nombrado obispo de Elphin)
- Philip James Anthony Kennedy † (29 de enero de 1973-23 de marzo de 1983 falleció)
- Patrick Joseph Walsh † (6 de abril de 1983-18 de marzo de 1991 nombrado obispo de Down y Connor)
- Ramón Cabrera Argüelles (26 de noviembre de 1993-14 de mayo de 2004 nombrado arzobispo de Lipá)
- Heiner Koch (17 de marzo de 2006-18 de enero de 2013 nombrado obispo de Dresde-Meissen)
- Johannes Wübbe, desde el 18 de junio de 2013